# Hyacinthoides non-scripta
Hyacinthoides non-scripta, comúnmente llamado jacinto de los bosques, es una especie endémica de Europa de la subfamilia de las escilóideas dentro de las asparagáceas.

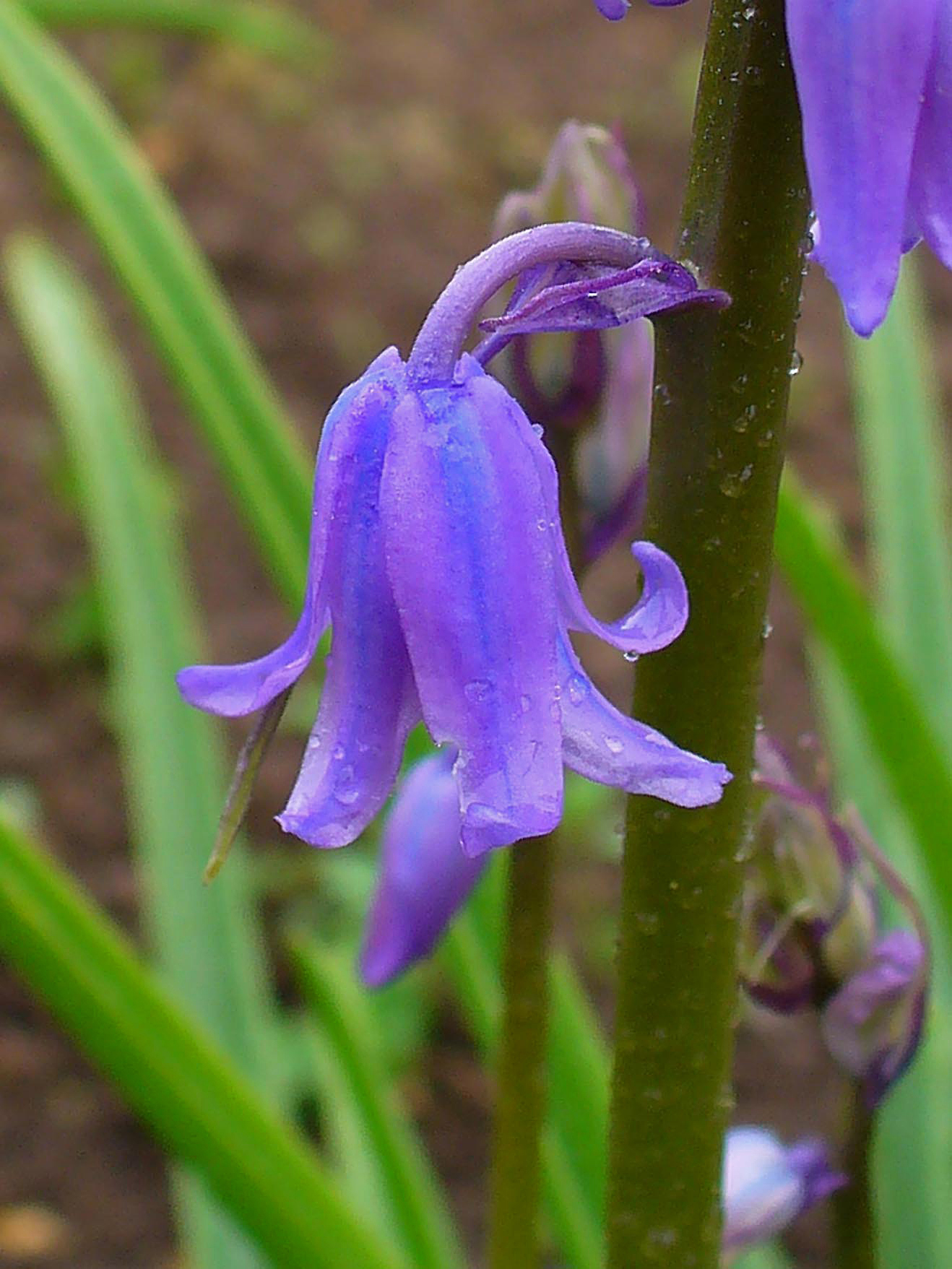
Detalle de la flor

## Características

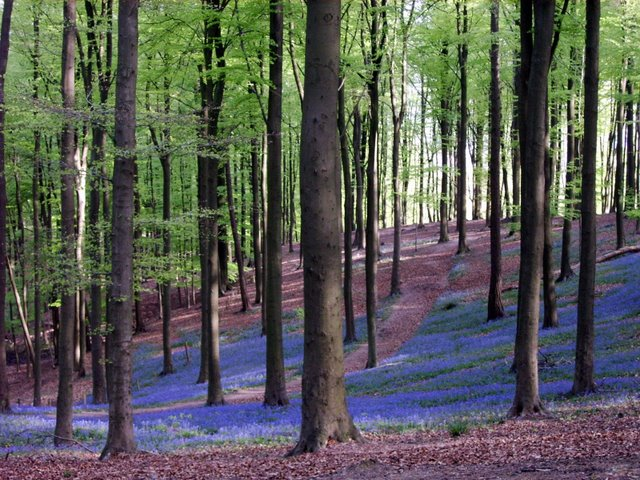
Piso de un bosque cubierto de Hyacinthoides non-scripta en flor. Muziekbos,Flemish Ardennes, Bélgica,

Al igual que el resto de especies de la subfamilia Scilloideae este jacinto es una herbácea perenne que crece a partir de bulbos. Posee tallos de 10 a 13 cm de largo con la parte superior inclinada. Las flores de color azul lavanda son pendulares, en forma de campana y ligeramente fragantes con anteras blanco amarillentas. Florece entre abril y mayo cubriendo muchos bosques europeos de densas alfombras floridas.
Es corriente encontrar híbridos con la especie estrechamente emparentada H. hispanica, que se distinguen por sus flores más anchas y menos pendulares, a menudo con anteras más oscuras (púrpura pálido en las H. hispanica pura) y hojas también más anchas. Se producen variaciones de color, normalmente en rosado o en blanco, como en H. non-scripta alba.

## Distribución

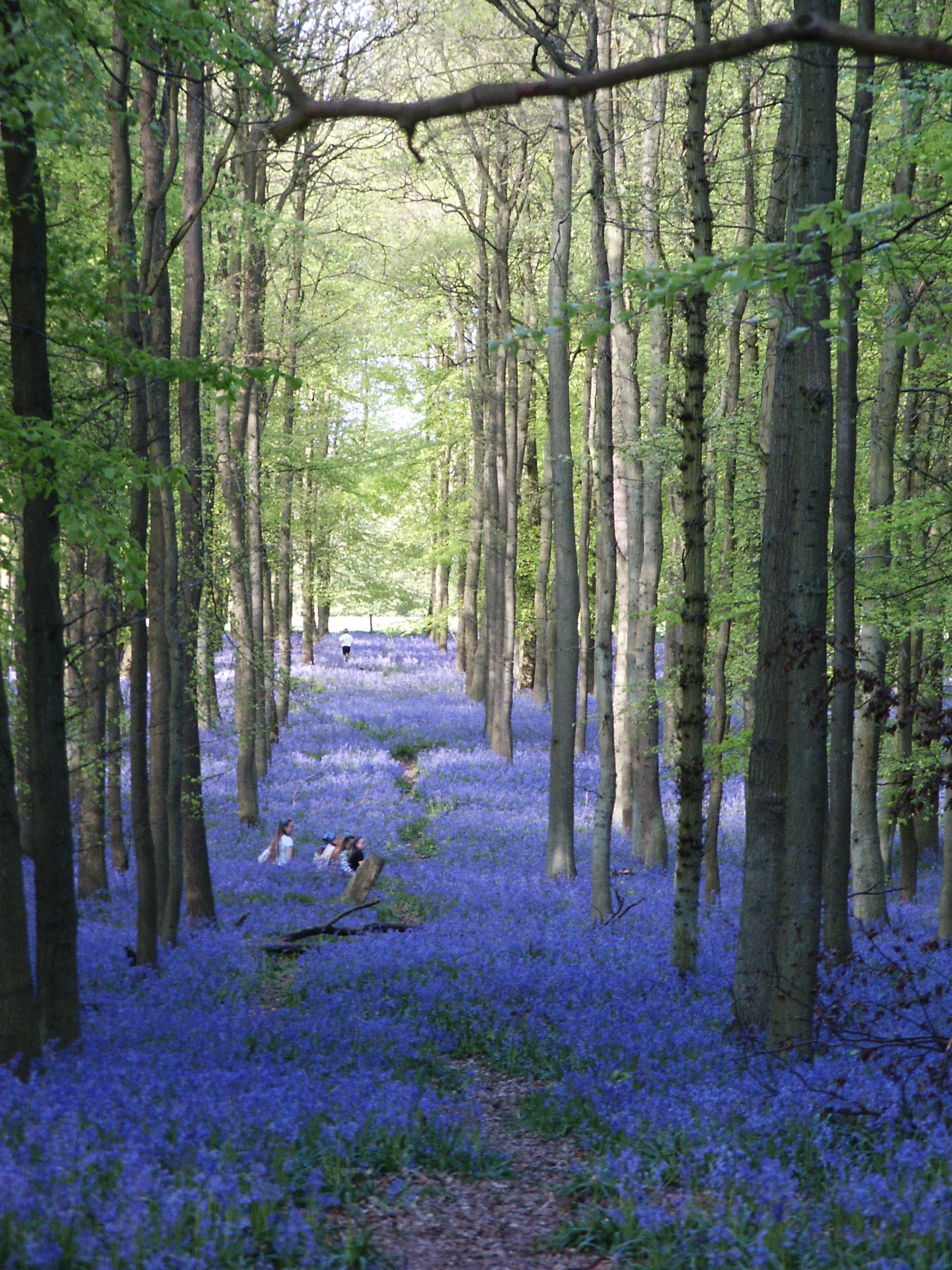
Bosque de jacintos en Inglaterra.

Según los datos de distribución de Flora Europaea, el jacinto de los bosques es endémico de Bélgica, Gran Bretaña, Francia, Irlanda, los Países Bajos, España y Portugal y también se encuentra en Alemania, Italia y Rumania. En España y Portugal ha sido reemplazada por la similar H. hispanica y en Italia por H. italica.

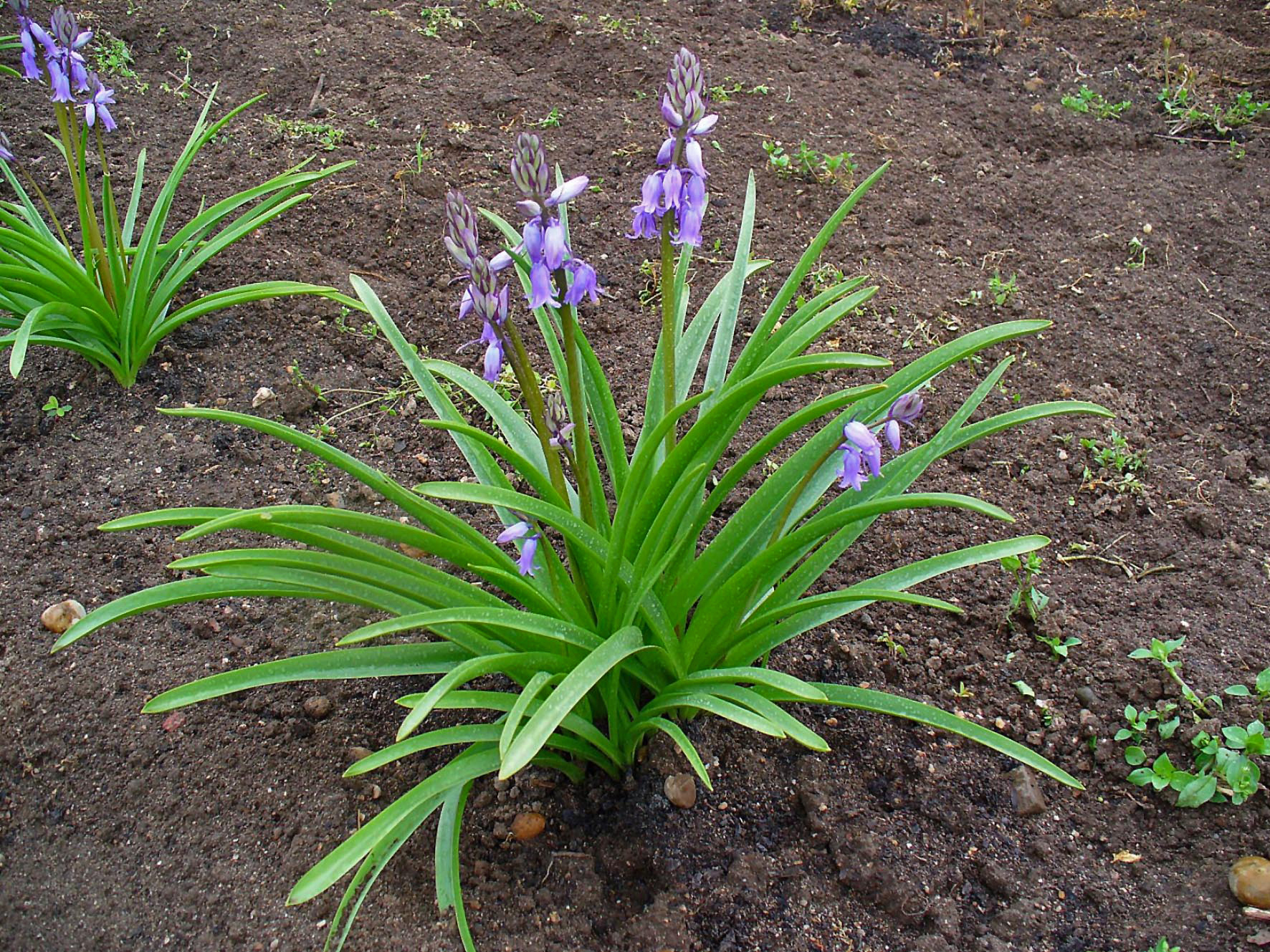
Vista de la planta

## Protección
En el Reino Unido Hyacinthoides non-scripta es una especie protegida bajo el acta parlamentaria Wildlife and Countryside Act 1981, según la cual se prohíbe a los propietarios de tierras vender las plantas y se considera un delito criminal desenterrar los bulbos de jacinto silvestre. La legislación fue endurecida en 1998, bajo el artículo 8 del acta:el comercio de bulbos o semillas de esta especie de jacintos es un delito. La famosa reserva de jacintos en Thursford, East Anglia, fue objeto de vandalismo a mediados de la década de 1990, según informó la revista de exposiciones "Look East". Afortunadamente, ninguna de las especies protegidas fue dañada.

## Taxonomía
Hyacinthoides non-scripta fue descrito por (L.) Chouard ex Rothm.  y publicado en Bulletin de la Société Botanique de France 81(7–8): 625. 1934.
Etimología
El tradicional "non-script" fue añadido para diferenciar esta especie del jacinto clásico, flor que fue descrita en la mitología griega como surgida de la sangre del moribundo príncipe Jacinto como marca de su dolor por la muerte del príncipe Apolo.
Sinonimia
- Agraphis cernua (L.) Rchb.
- Agraphis nutans (Sm.) Link
- Endymion cernuus Dumort.
- Endymion lacaillei Corb.
- Endymion non-scriptus (L.) Garcke
- Endymion nutans (Sm.) Dumort.
- Hyacinthoides non-scripta var. cernua (L.) P.Silva
- Hyacinthus campanulatus Mill.
- Hyacinthus cernuus L.
- Hyacinthus non-scriptus L.
- Hyacinthus nutans (Sm.) Gray
- Hyacinthus pratensis Lam.
- Hylomenes non-scripta (L.) Salisb.
- Lagocodes belgica Raf.
- Lagocodes cernua (L.) Raf.
- Lagocodes nutans (Sm.) Raf.
- Scilla cernua (L.) Salisb.
- Scilla festalis Salisb.
- Scilla non-scripta (L.) Hoffmanns. & Link
- Scilla nutans Sm.
- Syncodium nutans (Sm.) Raf.
- Usteria hyacinthiflora Medik.
- Usteria non-scripta (L.) Chouard
- Usteria secunda Medik.
- .[4][5][6]